# Martin Fehérváry
Martin Fehérváry (* 6. října 1999, Bratislava) je slovenský profesionální hokejový obránce týmu Washington Capitals hrající v nejlepší hokejové lize světa NHL.

## Život
Martin Fehérváry se narodil 6. října 1999 v Bratislavě na Slovensku matce Gabike. Jeho matka zemřela na rakovinu, když mu bylo 9 let, takže Martina a jeho dva sourozence vychovával otec. Fehérváryho bratr a otec vyrůstali a rádi sportovali, takže předtím, než začal ve čtyřech letech s ledním hokejem, hrál fotbal. Fehérváry začal hrát za klub SHKM Hodonín, do kterého patřili Češi a Slováci. Poté navštěvoval hokejovou školu Svišt, kterou založili jeho rodiče. Zprvu hrál jako útočník, ale v jeho 10 letech ho trenér převedl na obránce.

## Hráčská kariéra
Po působení v klubu SHKM Hodonín se Feherváry vrátil na Slovensko, aby hrál za tým Svišť Bratislava U18. V tomto týmu hrál s budoucími profesionálními hráči Adamem Ružičkou a Filipem Krivošíkem. Fehérváry poté přijal nabídku ze Švédska a v 15 letech odešel do zahraničí. V sezóně 2014–15 se připojil k Malmö Redhawks a rychle stoupal v jejich řadách od U16. , U18 a U20, než debutoval ve Švédské hokejové lize ve věku 16 let.
Po svém debutu se Fehérváry stal nejmladším hráčem klubu, který kdy bruslil s týmem v SHL, a nejmladším zahraničním hráčem vůbec v lize. Fehérváry odehrál čtyři zápasy v SHL v letech 2015–16 a devět dalších v letech 2016–17, než se připojil k IK Oskarshamn v HockeyAllsvenskan, aby získal více hracího času. Poté, co odehrál 21 zápasů za klub a nasbíral čtyři body, byl Fehérváry jmenován kapitánem IK Oskarshamn. Následně se stal nejmladším kapitánem na úrovni švédské profese. Během této doby byl také draftován HC Slovan Bratislava v draftu juniorů KHL 2016, ale rozhodl se zůstat v SHL.

## Ocenění a úspěchy
- 2017 SuperElit-20 – Nejlepší střelec mezi obránci
- 2017 MS-18 – Top tří nejlepších hráčů v týmu
- 2017 MSJ – Top tří nejlepších hráčů v týmu
- 2019 MSJ – Top tří nejlepších hráčů v týmu

## Prvenství
- Debut v NHL – 2. října 2019 (St. Louis Blues proti Washington Capitals)
- První asistence v NHL – 8. února 2020 (Washington Capitals proti Philadelphia Flyers)
- První gól v NHL – 23. října 2021 (Washington Capitals proti Calgary Flames, českému brankáři Danielu Vladařovi)

## Statistiky

### Klubové statistiky
| Sezóna      | Klub                | Soutěž      |     | Základní část | Základní část | Základní část | Základní část | Základní část |   | Play off | Play off | Play off | Play off | Play off |
| Sezóna      | Klub                | Soutěž      | Z   | G             | A             | B             | TM            | Z             | G | A        | B        | TM       |          |          |
| 2015/16     | Malmö Redhawks      | J20         | 27  | 0             | 4             | 4             | 16            | 3             | 0 | 0        | 0        | 0        |          |          |
| 2015/16     | Malmö Redhawks      | SHL         | 4   | 0             | 0             | 0             | 0             | —             | — | —        | —        | —        |          |          |
| 2016/17     | Malmö Redhawks      | J20         | 32  | 4             | 5             | 9             | 41            | 2             | 0 | 0        | 0        | 0        |          |          |
| 2016/17     | Malmö Redhawks      | SHL         | 9   | 0             | 0             | 0             | 0             | —             | — | —        | —        | —        |          |          |
| 2017/18     | IK Oskarshamn       | Allsv       | 42  | 1             | 6             | 7             | 24            | 8             | 1 | 2        | 3        | 2        |          |          |
| 2017/18     | HV71                | SHL         | 1   | 0             | 0             | 0             | 0             | —             | — | —        | —        | —        |          |          |
| 2018/19     | HV71                | SHL         | 45  | 1             | 6             | 7             | 10            | 9             | 0 | 3        | 3        | 2        |          |          |
| 2019/20     | Washington Capitals | NHL         | 6   | 0             | 1             | 1             | 6             | 2             | 0 | 0        | 0        | 0        |          |          |
| 2019/20     | Hershey Bears       | AHL         | 56  | 4             | 10            | 14            | 32            | —             | — | —        | —        | —        |          |          |
| 2020/21     | Hershey Bears       | AHL         | 24  | 3             | 14            | 17            | 29            | —             | — | —        | —        | —        |          |          |
| 2021/22     | Washington Capitals | NHL         | 79  | 8             | 9             | 17            | 26            | 6             | 0 | 0        | 0        | 8        |          |          |
| 2022/23     | Washington Capitals | NHL         | 67  | 6             | 10            | 16            | 31            | —             | — | —        | —        | —        |          |          |
| 2023/24     | Washington Capitals | NHL         | 66  | 3             | 13            | 16            | 24            | 4             | 2 | 1        | 3        | 2        |          |          |
| 2024/25     | Washington Capitals | NHL         | 81  | 5             | 20            | 25            | 25            | —             | — | —        | —        | —        |          |          |
| NHL celkově | NHL celkově         | NHL celkově | 299 | 22            | 53            | 75            | 112           | 12            | 2 | 1        | 3        | 10       |          |          |

### Reprezentace
| Rok                       | Tým                       | Soutěž                    | Z  | G | A | B  | TM |
| ------------------------- | ------------------------- | ------------------------- | -- | - | - | -- | -- |
| 2016                      | Slovensko18               | MS-18                     | 5  | 0 | 3 | 3  | 2  |
| 2017                      | Slovensko18               | MS-18                     | 5  | 1 | 1 | 2  | 4  |
| 2017                      | Slovensko20               | MS-20                     | 5  | 1 | 0 | 1  | 4  |
| 2018                      | Slovensko20               | MS-20                     | 5  | 1 | 1 | 2  | 4  |
| 2018                      | Slovensko                 | MS                        | 7  | 0 | 2 | 2  | 2  |
| 2019                      | Slovensko20               | MS-20                     | 5  | 1 | 4 | 5  | 2  |
| 2019                      | Slovensko                 | MS                        | 7  | 0 | 1 | 1  | 0  |
| 2019                      | Slovensko                 | MS                        | 5  | 1 | 0 | 1  | 2  |
| Juniorská kariéra celkově | Juniorská kariéra celkově | Juniorská kariéra celkově | 25 | 4 | 9 | 13 | 16 |
| Seniroská kariéra celkově | Seniroská kariéra celkově | Seniroská kariéra celkově | 19 | 1 | 3 | 4  | 4  |